# Девід Коен
Девід Коен (David S. Cohen, нар. 1963) — американський юрист та державний урядовець, колишній керівник фінансової розвідки США, заступник директора ЦРУ у 2015-2016 роках при президенті Барак Обама і знову з 2021 в уряді президента Джо Байдена.
Правник-науковець, доктор права, адвокат. Вважається головним ідеологом та «архітектором» стратегії економічних і політичних санкцій США проти міжнародних терористичних і злочинних організацій та путінського режиму.

## Біографія
Девід Коен народився в сім'ї лікаря, виріс в Бостоні. Освіту отримав у найкращих університетах США, що належать до Ліги плюща:
- бакалавр (з відзнакою — magna cum laude), Корнельський університет (1985)
- доктор права (Juris Doctor), Школа права, Єльський університет (1989).

В 1989—1990 стажувався в офісі окружного судді у штаті Меріленд, працював в адвокатській фірмі, що спеціалізувалася на злочинності «білих комірців».
- В 1999 році, після кількох років роботи в адвокатурі, Девід Коен перейшов на службу в міністерство фінансів, де зайняв посаду старшого радника в управлінні генерального юрисконсульта.
- В 2001 брав участь у розробці Патріотичного Акту, прийнятого після терактів 11 вересня під час президентства Джорджа Буша-молодшого.

В 2002 він покинув міністерство фінансів і до 2009 працював в юридичній фірмі в Вашингтоні. Там він був зосереджений на цивільному та кримінальному судовому процесі, захисті нормативних розслідувань бухгалтерського обліку та фінансового шахрайства, боротьбі з відмиванням грошей та консультаціях щодо дотримання санкцій відносно широкого спектра фінансових установ, включаючи банки, брокерів-дилерів, страхових компаній, пайових інвестиційних фондів та хедж-фондів.
- В 2009 Коен повернувся до служби в «головне державне казначейство» (Мінфін США). З 30 червня 2011 він на посаді заступника голови міністерства фінансів США по боротьбі з тероризмом і по фінансовій розвідці.

За час перебування Коена на посаді кількість тільки цивільних чиновників цього сектору міністерства зросла до 700 службовців, потік розвідувальних повідомлень про підозрілі пересування грошей з метою фінансування тероризму або відмивання грошей зріс до мільйона на рік, а сама фінансова розвідка стала важливим інформаційним ресурсом для ЦРУ, Агентства національної безпеки та військової розвідки міністерства оборони США.
9 січня 2015 президент Обами призначив Девіда Коена на посаду заступника директора Центрального Розвідувального Управління (офіційно заступив на посаду з 1 лютого 2015). Це перший випадок призначення чиновника Міністерства фінансів на таку високу посаду в ЦРУ. Під час процедури заступу на посаду, директор ЦРУ Джон Бреннан назвав Коена «видатним державним службовцем»
Після приходу до влади президента Дональда Трампа залишив посаду заступника директора ЦРУ.
З 2017 — опікун Корнелльського університету, старший науковий співробітник Белфедського центру науки і міжнародних відносин ім. Кеннеді Гарвардського університету.
Має сім'ю, двох дітей.

## Основна діяльність
Протягом трьох з половиною років займав пост заступника міністра фінансів. На цій посаді головним чином відповідав за дії США щодо введення економічних санкцій проти Ірану з метою змусити Ісламську республіку Іран згорнути військову ядерну програму. Він також займався боротьбою з джерелами фінансування міжнародних терористичних організацій. До компетенції Коена також входять санкції подібні до тих, які уряд США в листопаді 2014 наклав на високопосадових чиновників і державні організацій КНДР у відповідь на кібератаку на сервери Sony Pictures Entertainment з боку спецслужб Північної Кореї.
Жорстка позиція з цих питань принесла йому прізвисько «гуру санкцій».
До свого призначення в ЦРУ Коен не мав досвіду роботи в подібній організації. Але це показує напрямок, у якому ЦРУ та інші подібні державні організації Заходу починають йти. «Коли люди думають про розвідку, вони звичайно згадують про Джеймса Бонда» — пояснив колишній колега Коена по міністерству фінансів, професор з досліджень національної безпеки з Джорджтаунського університету Кристофер Свіфт. — «Але найкращий спосіб з'ясувати, як функціонують злочинні організації, що створюють проблеми для безпеки США та їх союзників — злочинні синдикати, наркотичні картелі або транснаціональні терористичних угрупування — та перешкодити їх діяльності, треба триматися принципу: „слідкуй за грошима“ (англ. follow the money)».

## Проти режиму Каддафі
1 березня 2011 Девід Коен оголосив, що міністерство фінансів США заморозило $ 30 млрд лівійських активів, позбавивши цим Муамара Каддафі, його родину і найближчих соратників, уряд Лівії, та Центральний банк Джамахірії практично всіх коштів, які зберігалися на Заході. Одночасно з цим, крім заморожування активів, США ввели заборону на ведення будь-яких банківських операцій з фінансовими і владними структурами Лівії. Подібні заходи напередодні ввели Євросоюз, Швейцарія і Канада. Ця операція проти активів диктаторського режиму Каддафі розроблялася досить довго і була проведена блискавично, протягом 48 годин. Це була — це той час найбільша сума з тих, які коли-небудь блокувалися за програмою санкцій в історії світу. З самого початку нєю керував Девід Коен.

## Проти «Ісламської Держави»
Значну увагу останнього часу Девід Коен приділяв джерелам фінансування угруповання «Ісламська Держава». За його визначенням:
ІДІЛ являє собою новий вид терористичної організації. Угруповання зібрало великі кошти з безпрецедентною швидкістю, і її модель відрізняється від звичних нам моделей терористичних угруповань. На відміну від Аль-Каїди, лише малу частину коштів дають окремі багаті спонсори, тому ІДІЛ не залежить від переказів грошей з-за кордону. ІДІЛ отримав гроші завдяки злочинній і терористичної діяльності.
У жовтні 2014 Коен повідомив широкому загалу, що за винятком жменьки державно спонсорованих груп бойовиків, «Ісламська держава Іраку та Леванту», швидше за все, це «найкраще фінансована терористична організація в світі», з якою США колись доводилось стикалися. Вона отримує $ 1 млн в день від продажу нафти на чорному ринку, отримала $ 20 млн у вигляді викупів за заручників за минулий рік та мільйони щомісячно шляхом вимагань в Сирії та Іраку.

## Проти путінського режиму
Як висловився російсько-американський економічний радник та аналітик Слава Рабинович:
…Від імені та за дорученням Конгресу і Сенату США, Барака Обами та американського народу Девід Коен одноосібно тримає за яйця президента РФ Володимира Путіна, російський уряд, всіх членів Ради безпеки Російської Федерації,… ГРУ, ФСБ, МВС, …а також всіх членів російського списку «Форбс-500»

## Цитати
Девід Коен:
|  | <Стратегія США> ґрунтується на простій реальності, що всім наші противникам, щоб оперувати, в тій чи іншій мірі потрібні гроші, і що, відрізавши їх від їх фінансових артерій, ми можемо значно погіршити їх здатність функціонувати |

## Цікаві факти
Міністр закордонних справ Великої Британії Філіп Хеммонд в березні 2015 заявив, що уряд його країни збирається опублікувати інформацію про знаходження таємних фінансових активів найближчого оточення Володимира Путіна. Він назвав цей крок частиною інформаційної війни проти путінського режиму. Хеммонд сказав, що зацікавлений ідеєю публікації списку активів внутрішнього кола Путіна, з тим щоб прилюдно вивести його оточення на чисту воду. Він також підкреслив, що ця акція може стати частиною відповіді Заходу на російську агресію в Україні.
Коментуючи цю заяву міністра, газета Daily Telegraph вважає, що мова «безсумнівно йде про десятки мільярдів доларів, прихованих в офшорних рахунках і нерухомому майні в Лондоні і Нью-Йорку»

## Нагороди та відзнаки
- медаль ЦРУ «За видатні заслуги»
- премія Александра Гамільтона міністерства фінансів США

## Статті Д.Коена
- The Washington Post: Trump is trying to politicize intelligence to support his Iran policy. That’s dangerous. [Архівовано 1 жовтня 2017 у Wayback Machine.]